# Helgon
För andra betydelser, se Helgon (olika betydelser).

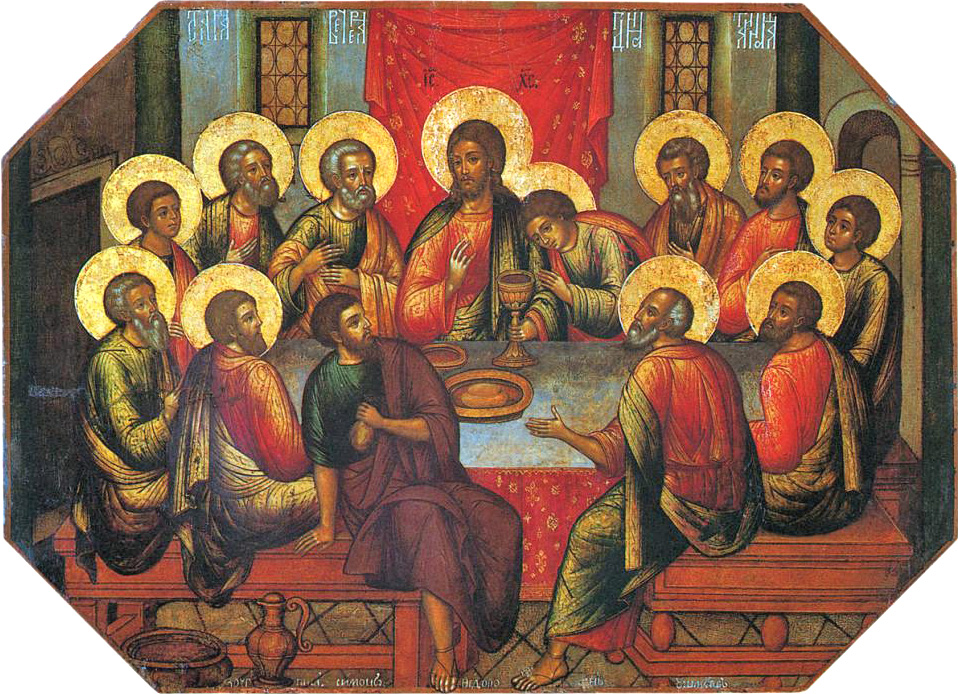
Den sista måltiden av Simon Usjakov 1685. Alla Jesu lärjungar utom Judas Iskariot räknas som helgon och brukar därför avbildas med gloria.

Helgon är personer som är föremål för vördnad (av latin dulia), särskilt efter sin död. Termen används främst i samband med kristendomen men företeelsen är känd inom de flesta religioner. Prefixet Sankt (på svenska förkortat S:t) används framför manliga helgons namn, och Sankta (S:ta) används framför kvinnliga helgon. Bägge har sitt ursprung i det latinska ordet sanctus.

## Kristendomen
Ett helgon är inom kristendomen en avliden person som av katolska eller någon av de ortodoxt kristna kyrkorna anses ha levt i särskilt djup gudsgemenskap och som efter olika prövningar av instanser i dessa kyrkors hierarki kanoniserats.
Sankt eller sankta/sankte (av det latinska ordet sanctus) betyder helig, och förkortas på svenska S:t respektive S:ta. Dessa prefix som tillsammans med prefixen Helige/Heliga används i Sverige framför ett helgons namn. En annan inhemsk svensk förkortning i Sverige är "Hl." (Heliga/Helige) för att beteckna till exempel "Heliga Birgitta av Vadstena" (Hl. Birgitta av Vadstena) eller "Helige Erik av Stockholm" (Hl. Erik av Stockholm). På andra språk finns ordet i former som bland andra Saint, Sainte, San och Santa, där då förkortningen istället blir "St.".
En person som blivit saligförklarad får prefixet "Sl." i Sverige (eller på engelska "bl." för blessed). Ett exempel är "Sl. (salige) Nils Hermansson".

### De första kristna helgonen
Den katolska helgonkultens ursprung är firandet av martyrerna. De kristna firade martyrernas dödsdagar, varvid nattvarden/kommunionen frambars vid deras gravar. Det äldsta kända exemplet är Polykarpus, vars dödsdag firades av församlingen i Smyrna. När förföljelseperioderna, som startade med kejsar Neros förföljelser runt år 60 efter Kristus, var över i början av 300-talet e.Kr. byggde man ofta kyrkor över deras gravar. Med tiden började man dela på martyrernas kvarlevor för att flera kyrkor skulle få en helgonrelik. När allt färre dog martyrdöden började man även helgonförklara sådana munkar, nunnor, jungfrur, eremiter, asketer och så kallade bekännare som levt ett särskilt heligt liv.

### Helgon inom Romersk-katolska kyrkan
Inom Romersk-katolska kyrkan har man sedan högmedeltiden en formell procedur för att erkänna någon som helgon. Man skiljer till exempel mellan beatifikation (saligförklaring) och kanonisation (helgonförklaring).
Det första steget i en helgonförklaringsprocess är att kyrkan förklarar kandidaten som vördnadsvärd, vilket betyder att en grundlig undersökning genomförts av kyrkan för att se om det finns och i så fall bekräfta så kallade "heroiska dygder". Att någon förklarats som vördnadsvärd innebär att det är tillåtet för de troende inom en provins eller ett stift att vörda kandidaten.
För att gå vidare till nästa steg – saligförklaringen – krävs ett vetenskapligt undersökt och bekräftat mirakel i kandidatens namn. Det krävs ytterligare ett undersökt och bevisat mirakel i den saligförklarades namn för att vederbörande skall kunna helgonförklaras av påven.
Före varje steg genomförs rigorösa utredningar om personens liv. Det tar oftast många år, ibland decennier eller rentav sekler innan någon blir beatificerad/saligförklarad eller kanoniserad/helgonförklarad. Undantag existerar dock, se till exempel Moder Teresa.

### Helgon inom de ortodoxa kyrkorna
Inom de ortodoxa kyrkorna har man en mindre omfattande process för helgonförklaring. Vanligen skall den bara godkännas av patriark eller kyrkoledning.
Några välkända helgon inom de ortodoxa kyrkorna är Hl. Anna av Novgorod, Hl. Serafim av Sarov och Sankt Sava. En lista står att finna på exempelvis Fader Alexanders sida, under den ortodoxa kyrkan i Sverige.

### Helgon inom anglikanska kyrkor
Alla upplagor av Den allmänna bönboken, den officiella anglikanska gudstjänstordningen, har sedan 1549 innehållit en helgonkalender med obligatoriska helgondagar att fira – sedan 1561 även ytterligare och frivilliga helgondagar. Inledningsvis återgavs endast de helgondagar som hade existerat även före reformationen, men 1662 infogades Karl I av England, vars avrättning 1649 ansågs vara en martyrdöd av anglikanerna (i polemik mot puritanerna). Detta firande upphörde 1859 att vara en obligatorisk firningsdag, men bland somliga anglikaner fortsatte den att firas på frivillig basis. Under 1900-talets lopp har andra efterreformatoriska gestalter infogats i de anglikanska kyrkornas helgonkalendrar, men urvalet varierar från medlemskyrka till medlemskyrka. I somliga anglikanska sångböcker, exempelvis New English Hymnal, förekommer anrop av helgonens förbön. I anglokatolska församlingar förekommer dessutom bruket av rosenkransen och allhelgonalitanian.

### Helgon inom protestantiska kyrkor
I de protestantiska kyrkorna och samfunden, avvisar man tanken på att helgonen skulle ha förtjänster i frälsningsavseende, "överloppsgärningar", som skulle kunna tillgodoräknas nu levande och möjliggöra botgöringslättnader. Med Första Timotheosbrevet 2:5 som grund, "Gud är en, och en är förmedlaren mellan Gud och människor, människan Kristus Jesus", avvisar man behovet av andra kanaler till Gud än Jesus själv. Däremot ser man ofta helgonen som goda föredömen och efterföljansvärda exempel.
I evangelisk-lutherska kyrkor, till exempel Svenska Kyrkan kan "helgon" dels syfta på alla kristna, dels på de förebilder som har egna firningsdagar under kyrkoåret. Vid reformationen i Sverige behölls nitton helgondagar under kyrkoåret, men de reducerades 1772 till sex stycken, i syfte att öka statens skatteintäkter.
I Svenska kyrkans nuvarande kyrkoår ihågkoms de bibliska helgonen, till exempel Jungfru Maria (på Fjärde söndagen i advent), Sankt Stefan (26 december), Johannes döparen (på en söndag nära 24 juni), Sankt Petrus och Sankt Paulus (på Apostladagen) med flera på särskilda dagar, medan de övriga har en gemensam helgdag i början på november, Alla helgons dag. Kollektbönen på denna dag uttrycker Svenska kyrkans officiella hållning, när man säger att Gud omger sig "med helgonens skara, låt deras förebild väcka oss till ett helgat liv, så att vi inte bara firar deras minne utan också följer dem i tro och goda gärningar". Svenska Kyrkans Centralstyrelse antog 1990 en officiell helgonkalender för Svenska Kyrkan. På liknande sätt har ELCA en helgonkalender med mindre och frivilliga firningsdagar. En evangelisk-luthersk läroskrift från 1500-talet, den Augsburgska bekännelsens apologi art. XXI, medger att Maria ber för Kyrkan, men betraktar inte Andra Mackabeerboken 15:14 (om profeten Jeremias förbön) som ett tillräckligt tungt bibelargument för att göra anrop av helgonens förböner till ett obligatoriskt kyrkobruk. Svenska Kyrkan anropar helgonen i bland annat Den svenska psalmboken 163, och i de mariaantifoner som ingår i Tidegärden – Kyrkans Dagliga Bön.
Den reformerta definitionen på helgon är en helt annan än den romersk katolska, och hänvisar, precis som bibeln, till de troende i allmänhet och inte till enskilda individer som med tro och handling har utmärkt sig.
Antitrinitariska rörelser har i regel samma syn på helgon som de reformerta kyrkorna.

### Lokalhelgon
Lokalhelgon är personer kring vilka det uppstått en lokal kult. Kulten kan vara begränsad till en kyrkoprovins, ett biskopsdöme, en socken eller bara en enskild kyrka. Lokalhelgon har vanligen inte kanoniserats av påven - dock ofta av en lokal biskop.

### Kända svenska helgon
Helgon som är viktiga för Sverige är bland annat Hl. Birgitta, som enligt Katolska Kyrkan skall räknas som Sveriges skyddshelgon och som också har utnämnts till ett av Europas tre kvinnliga skyddshelgon, Hl. Erik av Stockholm, Hl. Elin av Skövde, Sankta Ingrid av Skänninge, Hl. Botvid och Hl. Katarina av Vadstena samt Ansgar, Sigfrid och Eskil som enligt traditionen bidrog till Sveriges kristnande. Våren 2000 saligförklarade påven den svenska nunnan Sl. Elisabeth Hesselblad, som grundade en ny gren av birgittinorden 1911. Hon helgonförklarades sedan av påven Franciscus I 5 juni 2016.
Det finns åtskilliga exempel på endast lokalt eller nationellt erkända helgon vilka inte kanoniserats med nutida procedur, utan på det sätt kanoniseringar skedde före 1170, nämligen på stifts- eller provinsnivå. I Sverige gäller detta exempelvis "nationalhelgonet" Erik den helige, som även han brukar betraktas som skyddshelgon för Sverige i enlighet med den lokala tradition som fanns redan före reformationen.
Till de svenska helgonen skall också Finlands skyddshelgon Sankt Henrik räknas, eftersom han hörde till den svenska kyrkans biskopar då Finland utgjorde en del av det svenska riket.
Det fanns även i Sverige många helgon som bara vördades lokalt men som ändå hade en kyrka och ofta en källa uppkallad åt sig. Några exempel är helgonet Arild, Sankt Torgil i Kumla, Torsten i Bjurum, Karlung av Roslagen, Magnhild av Fulltofta, Hl. Romfar, och Sven av Arboga.

### Namnhelgon
Namnhelgon kallas ett helgon, när det är valt som en enskild persons personliga skyddshelgon genom att man har givit personen samma namn som helgonet i fråga. Seden med namnhelgon, som knappast förekommer i Norden efter reformationen, kan ändå utgöra ett ursprung till firandet av namnsdagar, eftersom man firade sitt namnhelgon på helgonets högtidsdag, som angavs i almanackan.

## Islam
Inom islam kallas heliga personer ofta för awliya’ (plural för arabiska wali – "vän", det vill säga "Gudsvän"). Ett exempel på en känd wali är Rabia al-Adawiyya. Den persiska sufin Farid ad-din Attar har skrivit ett prosaverk som samlar många biografier över berömda awliyah' – Tazkiratú l-awliya.
Den helige utför bland annat mirakel och profeterar. Pilgrimsfärder till helgongravar och särskilda firanden av helgon är mycket utbrett. Tankarna kring heliga personer skiljer klart mellan att ära ett helgon och den dyrkan som bara tillkommer Gud. Föreställningen om heliga män och kvinnor och den praxis som knyts till deras gravplatser är utan klar förankring i Koranen, men tolereras av många rättslärda. I vers 18:21 i Koranen beskrivs det att monoteister sagt att man skulle bygga en moské över grottfolket (Sju sovare) utan att det kritiserats.

## Hinduismen
I hinduismen finns ingen skarp gräns mellan det gudomliga och det mänskliga. Gud kan visa sig som människa eller människor kan bli betraktade som uppenbarelser av Gud. I den folkliga hinduismen spelar heliga lärare och diktare en central roll. Deras oförbehållsamma hängivenhet till gudomen gör dem till förebilder för mänsklig fullkomlighet. I modern tid har flera hinduiska lärare och mystiker blivit firade som heliga, till exempel Ramakrishna. Mohandas Gandhi betraktas inte bara som politisk ledare utan också som ett helgon och kallas därför mahatma (den store anden).

## Buddhismen
Buddhismen lär att människan har möjligheten till att nå fullkomning och därmed bli ”helig”. Det finns dock olika uppfattningar om vad denna fullkomning består i.
Den helige i theravada-riktningen kallas arhat (ärevördig). En sådan person har nått samma fullkomna insikt och frihet från lidande som Buddha själv och blir därför inte återfödd. Både kvinnor och män har blivit arhat, de flesta medan Buddha ännu levde. Uppfattningen är delad huruvida det är möjligt att numera bli arhat.
Inom mahayana-riktningen kallas den helige bodhisattva (uppvakningsväsen). En sådan har avlagt löfte om att uppnå samma visdom som Buddha, men i stället för att sikta mot sin egen frälsning (nirvana) såsom han gör, förpliktar han sig till att ständig återfödas för att verka för alla levande väsens välfärd. En bodhisattvas främsta egenskap är därför medlidandet och det betonas att denne inte ser någon skillnad mellan sig själv och sina medmänniskor. Både munkar och lekmän kan vara bodhisattva.